# Soloniwka
Soloniwka (ukrainisch Солонівка; russisch Солоновка Solonowka) ist ein Dorf im Norden der ukrainischen Oblast Tschernihiw mit etwa 480 Einwohnern (2001).

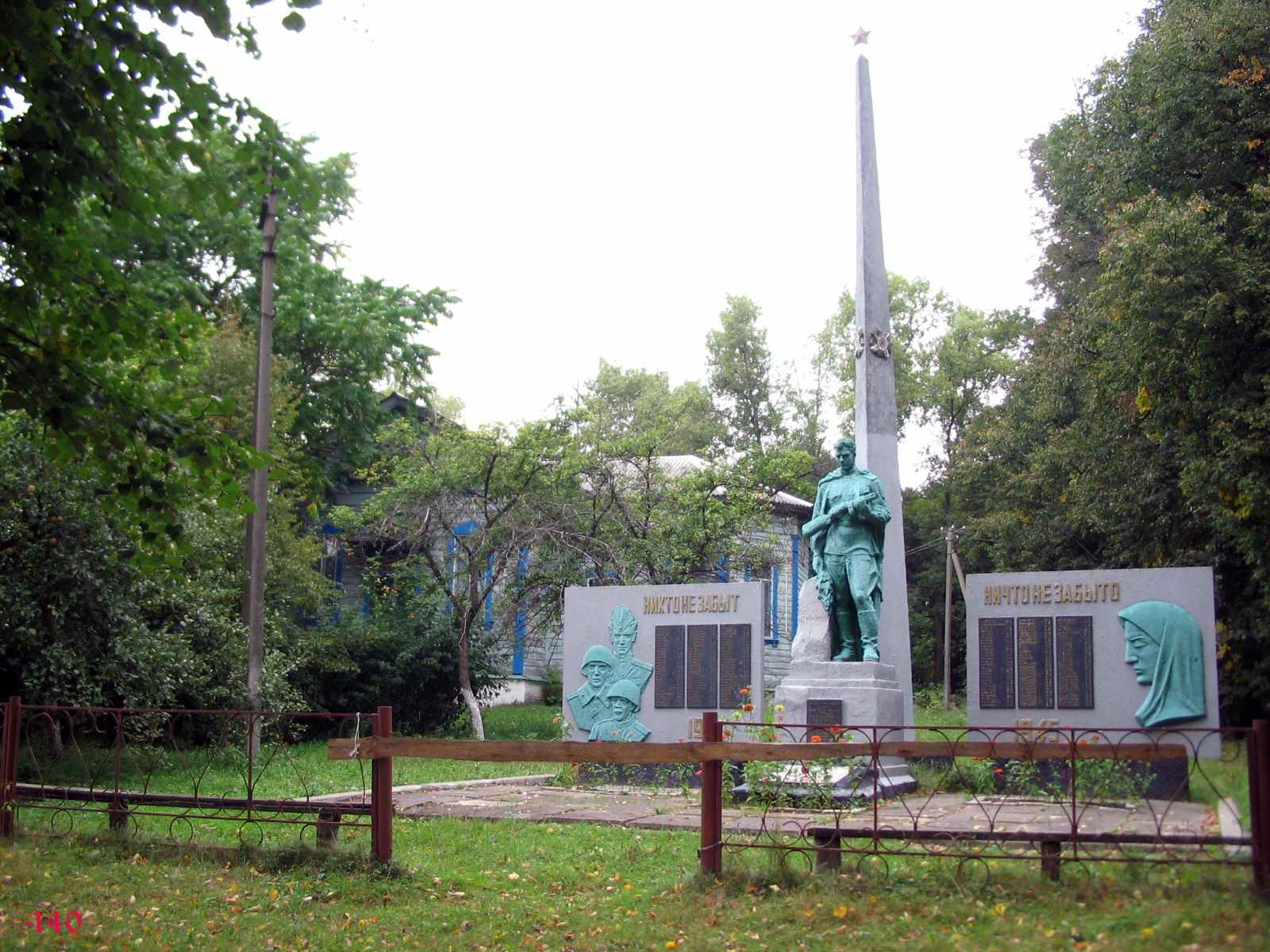
Denkmal im Ort

Das Dorf liegt an den kleinen Flüssen Werptsch (Верпч) und Tetewa (Тетева) 15 km nördlich vom ehemaligen Rajonzentrum Horodnja und 72 km nordöstlich vom Oblastzentrum Tschernihiw.
Am 4. September 2017 wurde das Dorf ein Teil der neugegründeten Stadtgemeinde Horodnja, bis dahin bildete es die gleichnamige Landratsgemeinde Soloniwka (Солонівська сільська рада/Soloniwska silska rada) im Nordosten des Rajons Horodnja.
Am 17. Juli 2020 kam es im Zuge einer großen Rajonsreform zum Anschluss des Rajonsgebietes an den Rajon Tschernihiw.

## Persönlichkeiten
1870 kam in Soloniwka die Lehrerin und Mitglied der Sankt Petersburger Gruppe der Narodowolzen Marija Fedosjewna Wetrowa zur Welt.